# جزيرة رابورابو
جزيرة رابورابو وهي جزيرة من جزر إندونيسيا، وتقع في إقليم كالمنتان الشرقية.